# V/H/S
V/H/S is een Amerikaanse horrorfilm uit 2012 die in première ging op het Sundance Film Festival. De film bevat een reeks filmpjes in de vorm van "gevonden video-opnamen", zoals typerend voor dit horrorgenre, en werd geschreven en geregisseerd door Adam Wingard, David Bruckner, Ti West, Glenn McQuaid, Joe Swanberg en het regiekwartet bekend als Radio Silence.
De film was in de bioscoop te zien vanaf 5 oktober 2012 in de Verenigde Staten en vanaf 1 november 2012 in Argentinië.

## Verhaal
De film is een verzameling verhalen die bestaan uit "gevonden materiaal". Alle individuele videobanden zijn onderdeel van een verhaal (getiteld Tape 56) dat een groep criminele vrienden volgt, die van een onbekend persoon de opdracht hebben gekregen om  - uit een op het eerste gezicht leeg huis - een VHS-band te verkrijgen. De film begint met het tonen van de crew, die zichzelf filmt terwijl ze inbreken in een vervallen huis en een jonge vrouw molesteren door haar en haar vriend tegen te houden en haar borsten te filmen om de band later te verkopen aan een pornosite. Later is te zien hoe ze inbreken in het huis waar de videobanden liggen, zich ervan bewust zijnde dat er een oude man woont. Ze ontdekken het lichaam van een man die televisie heeft gekeken en ze besluiten zich op te splitsen en de kelder te bekijken. Terwijl ze naar de band zoeken, blijft een van hen achter en besluit om de band te bekijken die al in de videorecorder zit.
Tussen de filmpjes door worden korte delen van het hoofdverhaal getoond. In een van de delen wordt onthuld dat de dode man tijdens een van de filmpjes is verplaatst, zonder dat de kijker het door had. Men komt hier achter door de lege stoel die getoond wordt nadat het betreffende filmpje is afgelopen. Na het volgende filmpje is de man weer terug waar ze hem hadden gevonden. In de kelder vinden ze een grote stapel videobanden. Terwijl ze ze allemaal verzamelen, er niet zeker van zijnde welke ze moeten vinden, ziet de man met de camera een figuur voorbijlopen en verdwijnen, waardoor hij denkt dat er naast hen nog een persoon in de kelder is. De leider vertelt hem dat hij het moet negeren en dat ze alleen de banden moeten verzamelen en weer naar boven moeten gaan. Wanneer ze weer in de kamer met de dode man zijn, ontdekken ze dat de eerste kijker is verdwenen. De leider beveelt de cameraman om de banden die ze gevonden hebben in de kelder te kijken, om erachter te komen welke videoband ze zoeken, terwijl hij zelf de andere jongens gaat zoeken. De leider komt later terug en komt tot de ontdekking dat de tweede kijker samen met de dode man is verdwenen. Hij gaat naar beneden en ontdekt al snel het onthoofde lichaam van een van zijn mannen en wordt even later achtervolgd door de ondode oude man. De leider weet naar boven te komen, waar hij naar beneden valt en vermoedelijk gedood is door de oude man, waarop de VCR de laatste band begint af te spelen.

#### Amateurnacht
Het filmpje volgt Shane, Patrick (Joe Sykes) en Clint, drie vrienden de een hotelkamer hebben gehuurd om daar plezier te hebben en er vrouwen mee naartoe te nemen voor seks. Clint draagt een bril met een verborgen camera om de ontmoetingen vast te leggen. De drie gaan naar een nachtclub, maar ontmoeten daar niemand, en daarom gaan ze naar een ander café, waar Shane Lisa ontmoet. Ze laat haar vrienden overkomen en ze drinken tot het laat wordt. Clint krijgt een timide vrouw genaamd Lily in de gaten, die naar hem staart. Hij probeert met haar te praten, maar ze gedraagt zich apart en fluistert enkel "I like you...".
Shane en Lisa, Clint en Lily, en Patrick in zijn eentje, gaan terug naar de hotelkamer. Onderweg overtuigt Shane Lily om een beetje cocaïne te gebruiken. Lisa wijst dit af. Lily lijkt nerveus, maar gaat toch mee naar de kamer. Eenmaal daar wordt Shane boos wanneer Lisa bewusteloos raakt voordat hij seks met haar kan hebben. Patrick lacht constant terwijl hij op de bank naar iedereen kijkt. Lily lijkt zich aan getrokken te voelen door Clint, die meerdere malen van en naar de badkamer gaat, want hij zit onder de drugs en de alcohol die hij eerder heeft genomen. 
Terwijl Clint het gezellig lijkt te hebben met Lily, is Patrick nog steeds aan het lachen. Lily raakt er van streek van en lijkt naar hem te sissen en te grommen. Shane, gefrustreerd door Lisa, begint zijn moves te maken naar Lily en Clint wordt boos, maar doet er niets aan. Shane laat Clint dichterbij komen met de camerabril, terwijl hij Lily's jurk uitdoet, en ondanks Clints waarschuwing, hoewel ze te dronken zijn om het te begrijpen, merken ze niet dat haar voeten misvormd en stekelig zijn. Terwijl Shane boven op Lily gaat, grijpt ze naar Clint en lijkt het dat ze een trio begint met hem en Shane. Clint wordt overweldigd en Lily heeft Shane omgerold en is nu boven op hem, naakt, Patrick probeert er bij te komen, omdat Clint aarzelt. Lily zegt nee tegen Patrick en maakt een vreemde zucht naar hem. 
Clint gaat terug naar de badkamer, en kijkt terug in de kamer en ziet dat Patrick naakt is en probeert zich te mengen in dat wat gaande is tussen Lily en Shane. Clint gaat terug de badkamer in, waar Patrick zich bij hem voegt, omdat Lily hem stevig gebeten heeft in zijn hand. Shane lacht naar hem en zegt "no means no", en Clint merkt op dat Lily's rug van kleur verandert, maar hij gaat terug naar de badkamer om een manier te vinden om Patricks hand te verzorgen.
Dan horen ze een schreeuw en kijken de twee mannen uit de badkamer en zien ze Lily Shane levend verslinden. De twee verstoppen zich en kijken dan weer vanuit de badkamer. Ze zien Lily op een onmenselijke manier bewegen terwijl ze Shanes buik verscheurt. Patrick, die nog steeds naakt en in paniek is, pakt de stang van het douchegordijn en terwijl ze proberen te ontsnappen, loopt hij in Lily's richting om haar met de stang aan te vallen en haar te stoppen. Clint probeert de bewusteloze Lisa wakker te maken, maar tevergeefs. Patrick zwaait naar Lily, maar hij wordt tegengehouden en aangevallen en ze begint hem op te eten. Clint klimt over het bed, naar de deur, terwijl hij zich verstopt naast Shanes lijk. Hij begluurt Lily, die Patrick vermoord heeft en nu het bloed uit zijn nek opdrinkt, maar het maakt haar misselijk. Ze begint het bloed terug te spugen op Patricks lijk. 
Clint bereikt de deur en zet het op een lopen. Hij rent van de tweede verdieping van het motel naar beneden naar de parkeerplaats, maar struikelt en valt. Hij begint te schreeuwen, want hij heeft zijn ellepijp zo gebroken dat die uit zijn huid steekt. Lily vindt Clint. Haar gezicht is veranderd, ze is nog steeds naakt en zit onder het bloed van Shane en Patrick. Ze vertelt Clint dat ze hem leuk vindt, en ze maakt aanstalten om fellatio te doen, maar valt hem niet aan. In plaats daarvan herhaalt ze dat ze hem leuk vindt. Wanneer hij niet positief op haar toenadering reageert, verstopt Lily zich in een hoek en huilt ze, terwijl Clint ontsnapt. Hij probeert hulp te vragen aan vreemden rondom het hotel, maar wordt gestopt door Lily, die haar ware vorm toont als een gevleugelde succubus en Clint de lucht in draagt. Terwijl hij wordt weggedragen, valt zijn camerabril op de grond.

#### Tweede huwelijksreis
Een getrouwd koppel, Sam en Stephanie, gaan naar het westen van Amerika voor hun tweede huwelijksreis en huren een hotelkamer. Het koppel bezoekt een Wild West-thema-attractie waar Stephanie een voorspelling ontvangt van een mechanische waarzegger. De voorspelling zegt dat ze bezoek krijgt van een geliefde. Later die nacht in het hotel krijgt het koppel bezoek van een vreemde vrouw (deze gebeurtenis is niet getoond op camera) die vraagt om een lift de volgende ochtend. Sam weigert haar verzoek en de vrouw vertrekt. Wanneer Sam en Stephanie gaan slapen komt een onzichtbare camera-gebruiker de kamer binnen en bekijkt hun stilletjes en raakt zelfs Stephanies huid zacht aan met een stiletto. De persoon laat haar desondanks liggen en steelt $100 uit de portemonnee van Sam en gaat de badkamer in waar we in de spiegel kunnen zien dat de persoon een vrouw is met een masker. Ze stopt Sams tandenborstel in het toilet. De volgende dag merkt Sam op dat zijn geld weg is en hij beschuldigd Stephanie ervan terwijl ze een kloof bezoeken.
Op de laatste dag voordat ze vertrekken, komt de gemaskerde vrouw weer in de kamer en vermoordt Sam in zijn slaap door hem in zijn nek te steken. De camera laat de moordenares en Stephanie zoenend in de badkamer zien, implicerend dat Stephanie deze hele gebeurtenis gepland heeft met haar "loved one" zoals in de voorspelling. De twee vertrekken en Stephanie vraagt de vrouw of ze het materiaal gewist heeft.

#### Dinsdag de 17e
Vier vrienden, Wendy, Joey, "Spider" en Samantha, bezoeken Wendy's geboortedorp. Ze gaan naar het bos waar Wendy haar vrienden doelloos tussen de bomen door leidt. Wanneer de groep door gaat met filmen laten de beelden een glimp van lichamen zien en Wendy begint Joey enge en verwarrende dingen te vertellen. De groep rust uit naast een meertje en roken marihuana. Joey vraagt Wendy over wat ze eerder gezegd heeft . Ze begint te praten over gebeurtenissen die ze heeft gehad met oude vrienden en een mysterieuze man, maar ze lacht en iedereen denkt dat ze een grapje maakt. Spider en Samantha gaan een eindje lopen en gaan weg bij het meer. Samantha wordt gedood door iets onbekends. Spider probeert te rennen, maar wordt al snel ook gedood. Hun lichamen worden weggesleept. Wendy komt naar de plek en vindt de camera en gaat dan terug. Wanneer ze weer bij Joey komt, ontdekt ze dat hij net heeft gezwommen in het meertje en stelt ze hem ongemakkelijk voor om seks te hebben. Joey wordt gefrustreerd van Wendy die uitlegt dat de anderen vermoord zijn en dat ze hun alleen hier heeft gebracht als aas om de moordenaar te lokken, die haar terroriseerde en haar vrienden heeft vermoord toen ze jonger was.
De moordenaar komt weer en we zien dat de persoon een silhouet is van een man die onder technische glitches zit (volgens Wendy heeft hij bovennatuurlijke krachten die hem in staat stellen om te teleporteren en zijn verschijning voor de camera te verbergen, maar we zien wel dat zijn gezicht rood is van wat erg lijkt op bloed). De man vermoordt Joey door zijn keel door te snijden. Wendy rent weg en we zien dat ze eerder vallen heeft gemaakt om de moordenaar te stoppen. De eerste vallen mislukken, maar uiteindelijk stopt ze hem in een puntige val. Wendy kijkt met tevredenheid toe hoe ze hem eindelijk gevangen heeft en is blij dat mensen haar eindelijk zullen geloven. Echter, wanneer ze zich omdraait ziet ze dat de glitch-man is ontsnapt. Ze rent weg, maar valt op de grond en praat tegen de camera dat wie er ook kijkt, ze niet naar dit gebied moeten komen. De moordenaar bespringt haar vervolgens en steekt haar met een mes terwijl de film eindigt.

#### De zieke gebeurtenis van Emily toen ze klein was
Een vrouw genaamd Emily en haar vriendje James (arts in opleiding) videochatten over de vreemde bult op haar arm en hoe het haar herinnert aan haar been toen ze jonger was. Ze vertelt over haar appartement en dat ze denkt dat er spookt; James gelooft het niet, onverklaarbare dingen komen immers voor. Ze ziet schimmen van jonge kinderen die in de nacht verschijnen en probeert haar huisbaas te vragen of er iemand is overleden in het appartement, denkend dat het kind een geest is. De huisbaas ontkent dit en meer onverklaarbare dingen gebeuren. 
Op een dag wil Emily een kamer binnengaan om te zoeken met haar ogen gesloten. James leidt haar en ze komt al snel twee kinderen tegen, een jongen en een meisje, die haar aanvallen. Emily lijkt bewusteloos en James komt snel de kamer binnen met de kinderen. We zien dat ze samenwerken. James is de hele tijd vlak bij haar appartement geweest. Hij haalt een vreemd foetus-achtig ding van haar rug. Met enige zorg voor haar welzijn, vraagt hij hen hoe vaak ze hem nog nodig hebben voordat het niet meer in haar groeit, en hoelang het tracking device dat geïmplementeerd zit in haar arm nog zal blijven opereren. Ze reageren met onverstaanbaar gefluister, en hij breekt haar arm en geeft haar een blauw oog zodat het lijkt alsof ze door een auto is aangereden, voordat hij opmerkt dat de haar webcam nog aan staat. Hij doet deze uit, en de scène springt vooruit naar Emily die tegen James praat, met een blauw oog en haar arm in een spalk. Ze vertelt James hoe de dokter haar gediagnosticeerd heeft met een milde vorm van schizofrenie, en dat dat alles verklaart, de geesten "allemaal in haar hoofd" waren en waarom ze niets meer herinnert van het "voor een auto springen." Ze hangen op, en de video springt naar James de tegen een andere vrouw praat — blijkbaar ook een vriendin — die ook een vreemde bult op haar arm heeft.

#### 10/31/98
Chad, Matt, Tyler en Paul (respectievelijk gekleed in Halloweenkostuums als Unabomber, een piraat, een beer met verborgen camera en een marinier) gaan naar een Halloweenparty in het huis van een vreemde, maar al snel komen ze erachter dat het huis verlaten is. Ze gaan door de achterdeur naar binnen en denken dat het huis eigenlijk een spookhuisattractie is. Terwijl ze rondkijken, zien we de beelden van Tylers verborgen camera in zijn berenkostuum. Deze laten vervormde geestverschijningen zien. De vrienden horen luid gepraat op de zolder en onderbreken een groep mensen die een vastgebonden jonge vrouw aanranden. Ze denken eerst dat het een grap is, maar komen al snel achter de waarheid wanneer de leider de vrouw gewelddadig aanrandt en er handen uit de muren komen en de sekte-leden naar het plafond worden getrokken. De jongens rennen naar beneden, maar besluiten terug te gaan om de vrouw te redden, niet beseffende dat ze exorcisme aan het onderbreken zijn. Net op het moment dat ze haar redden, zorgen meer angstaanjagende en verontrustende paranormale gebeurtenissen ervoor dat ze niet kunnen ontsnappen door de voordeur.
Ze verlaten het huis via de kelder en stappen in de auto. Wanneer ze de vrouw beginnen te ondervragen verdwijnt ze en verschijnt ze naar het raam als een demon-achtig figuur. De auto begint uit zichzelf te bewegen. De vrienden zijn getuige van de vrouw die in de nacht verdwijnt en ze realiseren zich dat de auto op de treinspoor staat en dat de deuren dichtgemaakt zijn. Ze proberen de ramen te breken, terwijl ze een trein zien naderen. De laatste video eindigt met de vrienden die gedood worden door de tegemoetkomende trein.

## Filmrechten en vertoning
Trevor Groth, een programmeur van nachtfilms op het Sundance Film Festival, zei: "I give this all the credit in the world because conceptually it shouldn't have worked for me. ... Personally, I'm bored by found-footage horror films, which this is. And omnibus attempts rarely work. But this one does. It's terrifying, and very well executed."
Op het Sundance Film Festival kocht Magnolia Pictures de filmrechten voor Noord-Amerika voor iets meer dan een miljoen dollar. De film was in de bioscoop te zien vanaf 5 oktober 2012 in de Verenigde Staten en vanaf 1 november 2012 in Argentinië.

## Ontvangst
Recensies voor de film zijn overwegend positief. De film heeft een beoordeling van 81% op Rotten Tomatoes. De Hollywood Reporter gaf de film een licht positieve beoordeling, onder de vermelding "Refreshingly, V/H/S promises no more than it delivers, always a plus with genre fare." Variety merkte op dat "the segments vary in quality and the whole overstays its welcome at nearly two hours. Some trimming (perhaps relegating a weaker episode to a DVD extra) would increase theatrical chances." Fangoria prees de film terwijl ze opmerkten dat "the mystery of why/how some of this stuff is even on VHS tapes to begin with" was een beetje een mysterie. 3 News gaf de film ook een positieve recensie. Ze schreven dat de film "definitely works", maar dat het gebruik van video-fouten in de korte films een beetje mager was.